# 그치만 그치만 그치만
〈그치만 그치만 그치만〉(일본어: だってだってだって 닷테닷테닷테[*])는 일본의 여성 아이돌 그룹 NMB48의 23번째 싱글 앨범으로, 2020년 8월 19일 발매되었다.